# Wörgetal

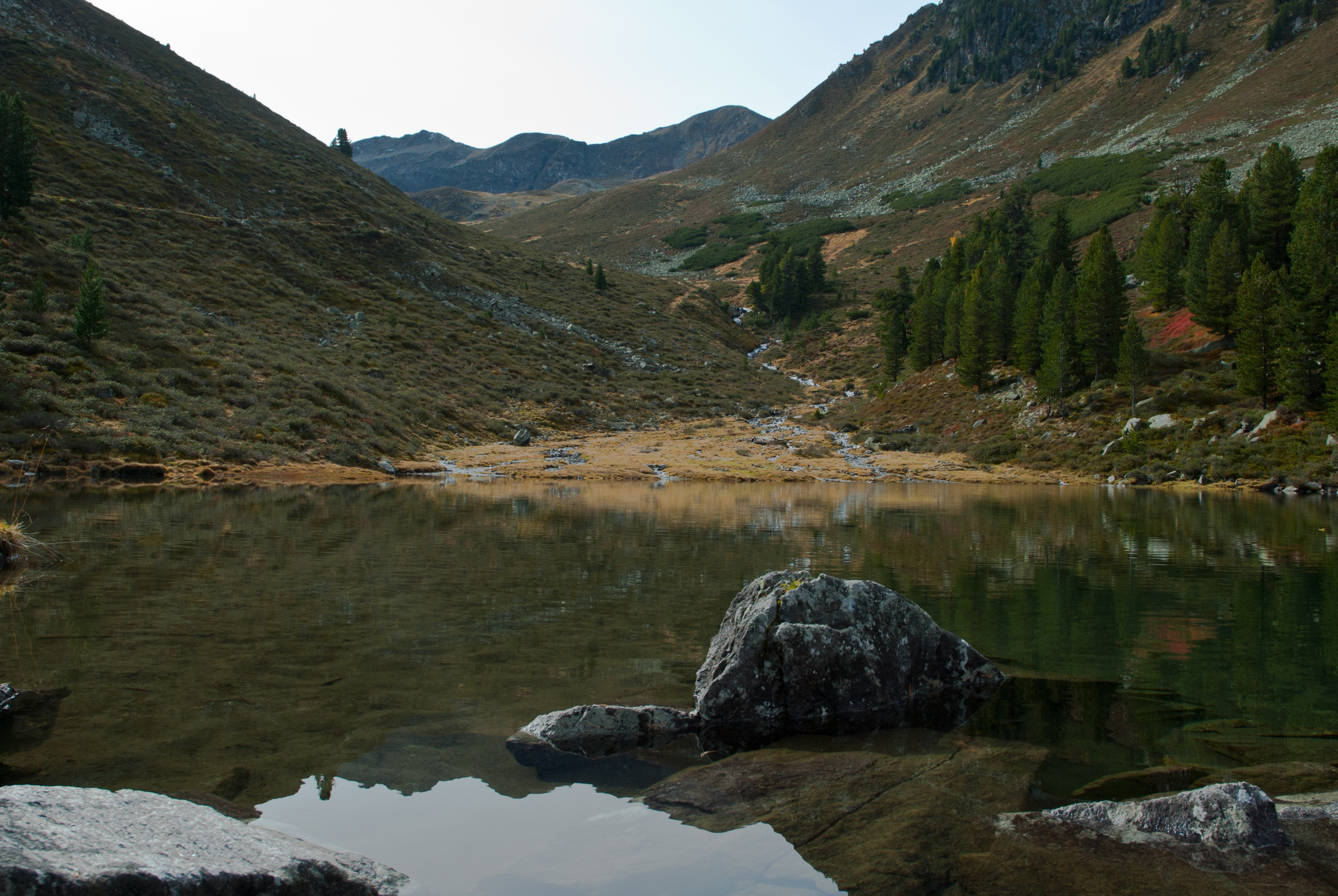
Blick vom Puchersee durch das Wörgetal in Richtung Wetterkreuzkogel

Das Wörgetal ist ein Seitental des Nedertales in den nordwestlichen Stubaier Alpen im österreichischen Bundesland Tirol im Gemeindegebiet von Silz.

## Topographie
Das Tal zieht vom Nedertal bei Marail oberhalb einer etwa 300 Meter hohen Steilstufe drei Kilometer gegen Süden. Der Talboden steigt von etwa 1900 Metern im Bereich der Ober-Iss-Alm über eine etwa 100 Meter hohe Steilstufe bei 2200 Metern Höhe zu den Oberen Böden an, die bis etwa 2400 Metern Seehöhe reichen. Höchster und zugleich südlichster Punkt in der Talumrahmung ist die Wörgegratspitze (2722 m ü. A.). Auf der östlichen Seite wird das Wörgetal vom Schafzoll (2426 m ü. A.), Vorderer Karlesspitze (2569 m ü. A.) und Hinterer Karlesspitze (2636 m ü. A.) gegen das östlich und südlich des Wörgetals liegende Mittertal hin abgegrenzt. Südlich der Hinteren Karlesspitze vermittelt der Wörgetalsattel einen Übergang in das Mittertal. Die westliche Talumrahmung wird im Norden vom kegelförmigen Zwölferköpfl (2229 m ü. A.), dem Gaißschartlesgrat und den Wetterkreuzkogel (2591 m ü. A.) im Süden gebildet. Der Wetterkreuzkogel entsendet gegen Osten hin einen Felssporn in das Wörgetal, die Schwarze Wand. Im Tal befinden sich einige kleinere Seen und Lacken, unter ihnen im vorderen Talbereich der etwa 80 Mal 50 Meter große Puchersee (1987 m ü. A.), der manchmal auch als Pochersee bezeichnet wird.

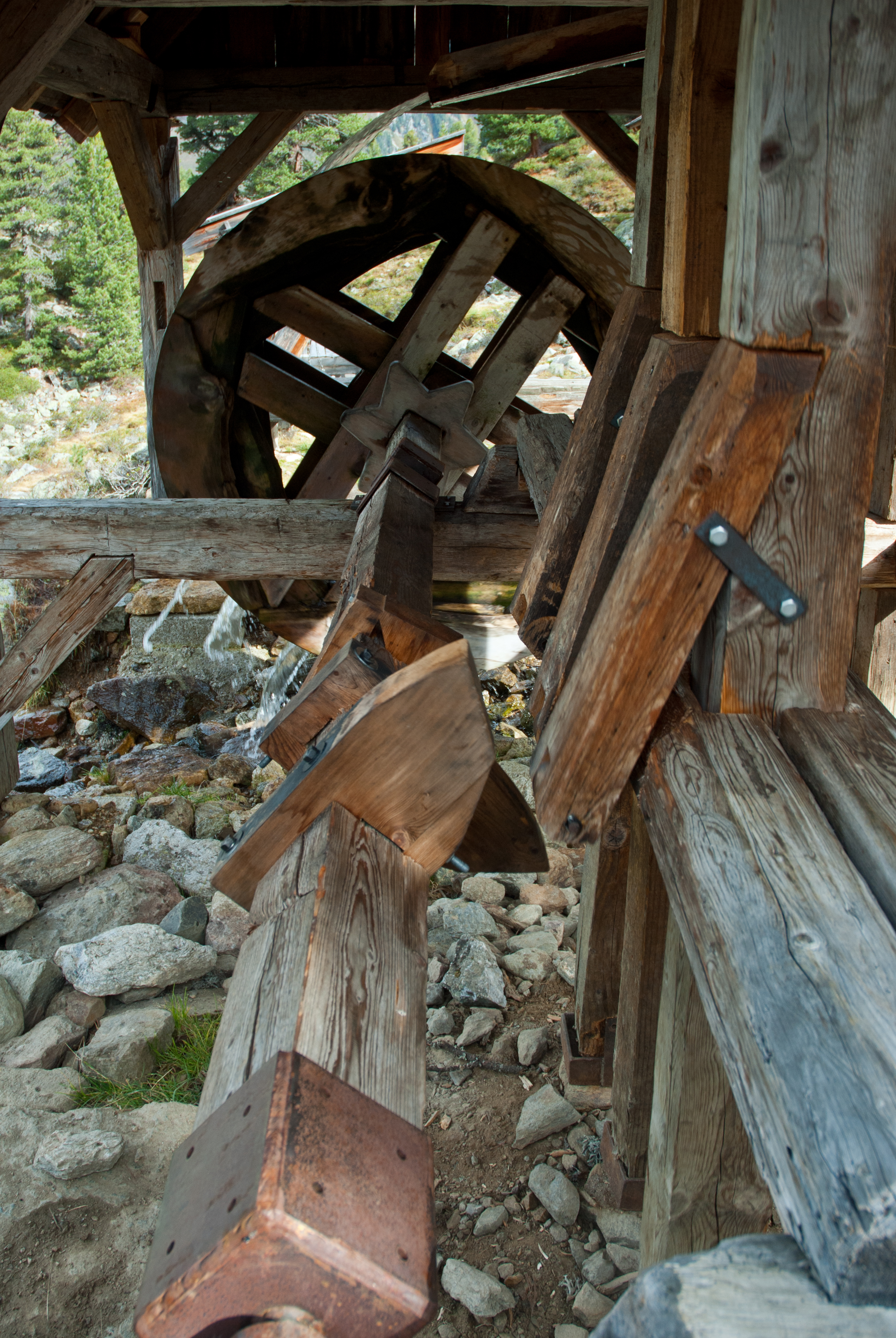
Die Pochermühle diente zur Zerkleinerung des Erzes

## Bergbau
Im Bereich der Schwarzen Wand befand sich im 15. und 16. Jahrhundert ein Bergbau. In den Stollen wurde nach Kupfer- und Bleierzen gesucht. Die Vererzungen finden sich konkordant in Quarziten und Gneisen, die durch eine Hochtemperatur-Metamorphose überformt wurden. An Erzmineralen finden sich unter anderem Pyrit, Arsenkies, Kupferkies, Zinkblende, Magnetkies, Fahlerz, Bleiglanz und auch Gold.
Die Erze wurden beim Puchersee im vorderen Bereich des Tales aufbereitet. Um das Jahr 2005 wurden dort Rekonstruktionen der bereits verfallenen Aufbereitungsanlagen, eine Siebanlage und eine Pochermühle, sowie ein Knappenhaus errichtet. Das Knappenhaus dient zur Hälfte als Schutzraum für Wanderer, zur Hälfte als kleines Museum. Zur Verhüttung wurde das zerkleinerte Erz nach Ambach ins Ötztal gebracht.

## Archäologie
In den Jahren 2010 und 2011 wurden im Wörgetal mehrere Grabungen durchgeführt. Die Befunde ließen auf eine menschliche Tätigkeit im Wörgetal schon in der Spätbronzezeit schließen. Auf 2170 Metern Seehöhe wurde ein eisenzeitliches Gebäude entdeckt, dabei soll es sich zum gegenwärtigen Forschungsstand um die höchstgelegenen baulichen Strukturen dieser Zeit in Nordtirol handeln.